# Des Tombe

Des Tombe is een Nederlandse, van oorsprong Franse familie waarvan twee leden met hun nageslacht in 1829 en in 1844 tot de Nederlandse adel gingen behoren.

## Geschiedenis
De stamreeks begint met Martin des Tombe die voor 15 maart 1621 in Tourcoing overleed. Zijn gelijknamige zoon Martin werd poorter van Leiden en overleed daar op 16 september 1635. Hij werd de stamvader van de Nederlandse tak.
De luitenant-generaal Andries Jan Jacob des Tombe (1778-1845) werd bij Keizerlijk Frans besluit in 1814 verheven tot baron de l'Empire. In 1829 werd hij ingelijfd in de Nederlandse adel met de titel van baron bij eerstgeboorte; deze tak stierf met een van zijn dochters in 1897 uit. Een neef werd in 1844 in de adelstand verheven; deze tak leeft nog voort.
De familie werd (inclusief de niet geadelde takken) in 1910 en in 1931-1932 opgenomen in het Nederland's Patriciaat.

## Enkele telgen
Johannes des Tombe (1688-1769), schepen van Schieland
- dr. Jacob des Tombe, heer van de Hegge (1725-1799), schepen en drossaard van Amerongen, Ginkel en Elst
- Arnoldus Hendrikus des Tombe (1730-1804), luitenant-kolonel karabiniers
  - Andries Jan Jacob baron des Tombe (1778-1845), luitenant-generaal; in 1829 ingelijfd in de Nederlandse adel
    - jkvr. Hester Catharina Henriëtte Cécile des Tombe (1821-1892); trouwde in 1844 met Willem Jan graaf van der Goltz, heer van Slangenburg (1798-1863), luitenant-kolonel, lid van de familie Van der Goltz
    - jkvr. Louise Elisabeth des Tombe (1822-1890); trouwde in 1844 met jhr. Karel Wendelin de Kock (1822-1886), generaal-majoor, zoon van luitenant-generaal Hendrik Merkus baron de Kock (1779-1845)
    - jkvr. Cornelia Maria des Tombe (1824-1873); trouwde in 1848 met jhr. Guillaume Jean Gérard Klerck (1825-1884), minister
    - jkvr. Antoinette Catherine Cornélie des Tombe (1826-1897); trouwde in 1848 met Frederik Lodewijk Willem baron de Kock (1818-1881), broer van haar zwager, directeur van het Kabinet des Konings, minister van Staat

  - Daniel Gerard des Tombe (1787-1827), kapitein in Nederlandse dienst en zetter van de belastingen in Vught
    - Henriette Hester des Tombe (1816-1860); trouwde in 1845 met Hubert Alexander Maurits van Asch van Wijck (1815-1868), Nederlands antirevolutionair politicus
    - Arnoldus Andries des Tombe (1818-1902), officier, kunstverzamelaar en eigenaar van het schilderij van Johannes Vermeer, Meisje met de parel
    - mr. Jacob des Tombe (1819-1893); trouwde in 1849 met jkvr. Henrietta Johanna Martina Beeldsnijder, vrouwe van Voshol (1827-1903), lid van de familie Beeldsnijder
      - Jacob Willem des Tombe (1861-1921), lid Voogdijraad, wethouder van de gemeente de Bilt, schrijver van de genealogie over de familie Van Boetzelaer; trouwde in 1900 met Antoinette Louise barones van Boetzelaer (1873-1965)
        - mr. Antoine Louis des Tombe (1907-1987), burgemeester

    - Frans Jan Jacob des Tombe (1823-1864), kapitein-luitenant-ter-zee
    - Jean-François des Tombe (1827-1875); trouwde in 1859 met Albertine Pauline de Hardenbroek (1837-1889), erkende natuurlijke dochter van Johan Frederik Willem Carel baron van Hardenbroek, heer van Biljoen, en Victorine Louise Albrie
      - Madeleine Marie des Tombe (1862-1945); trouwde in 1884 met jhr. Johan Adolf de Jonge van Zwijnsbergen (1860-1945), rentmeester kroondomein, rentmeester-generaal Ridderlijke Duitsche Orde, Balije van Utrecht, kamerheer i.b.d. van koningin Emma, intendant van het Paleis Soestdijk
      - Jeanne Frédérique des Tombe (1863-1944); trouwde in 1885 met Jan Lodewijk Willem baron van Hardenbroek (1862-1921), burgemeester van Nederhemert

  - François Jan Jacob des Tombe (1793-1824), belastingontvanger, houtvester
    - jhr. Arnold Hendrik des Tombe (1814-1905), generaal-majoor titulair; in 1844 verheven in de Nederlandse adel
      - jhr. Marinus Bonifacius Willem des Tombe (1840-1876), ritmeester
      - jhr. François Johan Adriaan des Tombe (1841-1904), luitenant-kolonel; trouwde in 1897 met Henriette Johanna Maria Drabbe (1868-1928), letterkundige
        - jkvr. Adrienne Cornelie Philippine des Tombe (1867-1955); trouwde in 1893 met ir. Karel den Tex (1868-1930), lid van de familie Den Tex
        - jkvr. Susanna Catharina Beatrix des Tombe (1869-1948); trouwde in 1891 (echtscheiding 1897) met mr. Henrik Sillem (1866-1907), jurist en Olympisch sporter (schietsport)
        - jhr. Marinus Bonifacius Willem des Tombe (1878-1920), notaris
          - jhr. François Johan Adriaan des Tombe (1905-1992), electrotechnisch ingenieur
            - jkvr. Sunya Francisca des Tombe (1936), vertaalster, vriendin van C.O. Jellema

      - jkvr. Françoise Anna Maria Emilia Andrea des Tombe (1842-1926); trouwde in 1868 met ir. Jacob Petrus Havelaar (1840-1918), minister
      - jkvr. Cécile Henriette des Tombe (1844-1923); trouwde in 1883 met jhr. Guillaume Jean Gérard Klerck (1825-1884), minister

    - François André des Tombe (1816-1891), ontvanger der belastingen
      - Arnaud Mari Emile des Tombe (1850-1936), burgemeester

    - mr. Marinus Bonifacius Willem des Tombe (1822-1875), rechter
      - Ir. François Jean des Tombe (1851-1953) hoofdingenieur
        - Ir. Marinus Bonifacius Willem des Tombe (1886-1967), hoofdingenieur Rijkswaterstaat; trouwde in 1926 met jkvr. Elisabeth Maria Margaretha Wesselman van Helmond (1899-1987), lid van de familie Wesselman
          - Margaretha Adriana Louisa des Tombe (1930); trouwde in 1962 met dr. Wilco Julius Doude van Troostwijk (1932-2013), directeur bij het ministerie van Landbouw, voorzitter van het openbaar lichaam Het Jachtfonds, lid van de familie Doude van Troostwijk